# Gallegos del Río
Gallegos del Río település Spanyolországban,  Zamora tartományban. Gallegos del Río San Vicente de la Cabeza, Riofrío de Aliste, Ferreruela, Vegalatrave, Samir de los Caños és Rabanales községekkel határos. Lakosainak száma 467 fő (2024).

## Népesség
A település népessége az utóbbi években az alábbiak szerint változott:
| Lakosok száma | 832  | 749  | 707  | 663  | 601  | 573  | 514  | 490  | 478  | 467  |
|               | 2001 | 2004 | 2007 | 2009 | 2012 | 2014 | 2017 | 2019 | 2022 | 2024 |